# Gornja Stubica
Gornja Stubica – wieś w Chorwacji, w żupanii krapińsko-zagorskiej, siedziba gminy Gornja Stubica. W 2011 roku liczyła 831 mieszkańców.
Położona jest na północnych stokach Medvednicy. Z wsią związana jest postać Matiji Gubca – przywódcy XVI-wiecznego chłopskiego powstania na terenie obecnych Chorwacji i Słowenii. Istnieje tu także pomnik Rudolfa Perešina – chorwackiego pilota wojskowego.
Najważniejsze zabytki i osobliwości wsi to monumentalne mauzoleum Matiji Gubca, zawierające liczne grupy figuralne, pałac Oršićów z kolekcją pamiątek po powstaniu Gubca, Gupčeva lipa (lipa Gubca) i kościół św. Jerzego (barokowy).
We wsi kończy się ślepa linia kolejowa z Zaboka (de facto rozgałęzienie następuje na stacji Hum Lug), wiodąca przez uzdrowisko Stubičke Toplice. Budynek dworca jest murowany, stacja obsadzona w sensie ruchowym. Według rozkładu jazdy 2009/2010 kursowało tu 10 par pociągów osobowych (niektóre tylko w dni robocze, jeden poranny bezpośrednio z Zagrzebia).